# Jenny Rissveds
Jenny Rissveds, (født 6. juni 1994 i Falun) er en svensk mountainbikerytter i cross country. Hun vandt guld i U23 mountainbikeløbet ved VM i 2016.
Rissveds vandt guld i kvindernes cross country under sommer-OL 2016 i Rio de Janeiro.